# Vojkovce
Vojkovce – wieś (obec) na Słowacji położona w kraju koszyckim, w powiecie Nowa Wieś Spiska. Pierwsze wzmianki o miejscowości pochodzą z roku 1300.
Według danych z dnia 31 grudnia 2012, wieś zamieszkiwały 424 osoby, w tym 217 kobiet i 207 mężczyzn.
W 2001 roku rozkład populacji względem narodowości i przynależności etnicznej wyglądał następująco:
- Słowacy – 98,7%
- Czesi – 0,22%
- Romowie – 0,22%
- Węgrzy – 0,22%

Ze względu na wyznawaną religię struktura mieszkańców kształtowała się w 2001 roku następująco:
- Katolicy rzymscy – 97,39%
- Ateiści – 0,22%
- Nie podano – 2,39%